# Cimetière militaire allemand de Gobessart
Pour un article plus général, voir Sites funéraires et mémoriels de la Première Guerre mondiale (Front Ouest).
Le cimetière militaire allemand de Gobessart est un cimetière militaire de la Première Guerre mondiale, situé sur le territoire de la commune de Saint-Mihiel, dans le département de la Meuse.

## Historique
Le cimetière allemand de Gobessart fut aménagé par l’armée allemande, dès 1914. Durant l'entre-deux-guerres, le cimetière fut réaménagé et agrandi : les corps des soldats allemands inhumés dans les cimetières de 48 communes furent transférés ici ainsi que deux monuments commémoratifs allemand. À partir de 1930, les croix en bois furent remplacées par des croix en métal.  

## Caractéristiques
Dans cette nécropole reposent 6 044 soldats allemands et deux austro-hongrois. Le cimetière est un espace arboré d’érables et de bouleaux. Dans le fond du cimetière, un carré composé de 32 stèles en pierre de calcaire blanche entoure un monument en calcaire blanc surélevé par des blocs en grès rose. Un second carré militaire est composé de 9 stèles en pierre calcaire blanche. Ces pierres tombales et stèles funéraires provenant d'autres cimetières ont été ramenées ici[Quand ?].
Au centre du cimetière, au-dessus de l'ossuaire, est érigé un monument commémoratif, bordé par un muret en grès rose des Vosges. Le socle est en pierre calcaire recouvert de plaque en grès rose ; la base du monument est en moellons de calcaire blanc. La sculpture en pierre représente un homme torse nu, barbu avec les cheveux bouclés. Agenouillé et regardant vers le bas, il tient dans sa main droite un casque à pointe aux armes de la Bavière, sur sa cuisse gauche, s'appuie une épée sur un drapé, il tient dans sa main gauche un fusil.